# Khangchendzonga
Khangchendzonga er et 8.586 meter højt bjerg, også kendt under navne som Kangchenjunga, Kangchen Dzö-nga, Kanchenjanga, Kachendzonga, og Kangchanfanga, og er det tredje højeste bjerg i verden efter Mount Everest og K2, og det næsthøjeste i Nepal.
Bjerget ligger på grænsen mellem den tidligere selvstændige stat Sikkim (nu delstat i Indien) og det østlige Nepal.
I Nepal hører bjerget til Taplejung distrikt i Mechi sone, Østregionen, i Kanchenjunga naturbeskyttelsesområde.
Kanchenjunga betyder noget i retning af  «fem skatte af sne», formentlig fordi det egentlig er fem bjergtoppe som alle er mere end 8.000 moh. Frem til 1852 troede man faktisk at Kanchenjunga var verdens højeste bjerg, men beregninger foretaget af britiske forskere i 1849 afkræftede dette. Bjerget blev besteget første gang den 25. maj 1955 af George Band og Joe Brown, som var med en britisk ekspedition.
Band og Browns ekspedition stoppede kort før toppen pga. et løfte afgivet til Maharajaen af Sikkim, at toppen af bjerget ikke måtte betrædes. Alle bjergbestigere, der har nået tæt til toppen har fulgt denne tradition.[kilde mangler]
I 2025 nåede den første dansker toppen.